# IC 1377
IC 1377 — галактика типу Sc (компактна спіральна галактика) у сузір'ї Малий Кінь.
Цей об'єкт міститься в оригінальній редакції індексного каталогу.